# Voyah Courage
Voyah Courage (на внешнем рынке Voyah Zhiyin) — среднеразмерный электромобиль-внедорожник, выпускаемый компанией Dongfeng под брендом Voyah с августа 2024 года.

## История и описание модели
В середине 2024 года, после двухлетнего перерыва (с 2022 по 2024 год), компания Voyah вернулась к расширению модельного ряда. Четвёртой моделью бренда стал среднеразмерный внедорожник Zhiyin на платформе «ESSA». Его дизайн идентичен предыдущим моделям (Free, Dreamer и Passion). Отличия заключаются в использовании узких фар, соединённых светящейся полосой с подсветкой логотипа Voyah. С-образный шифер визуально отделяет крышу и остеклённую поверхность от нижней части кузова.
Другие характерные акценты Voyah Zhiyin — обширные дверные складки, пологая линия крыши, выдвижные дверные ручки, полоса заднего фонаря, проходящая по всей ширине автомобиля, и опциональные 20-дюймовые легкосплавные диски. В салоне доминирует центральный тоннель, под которым размещён дополнительный отсек для хранения вещей. Над тоннелем, в свою очередь, расположен центральный сенсорный экран мультимедийной системы, который позволяет управлять большинством функций автомобиля. Программное обеспечение HarmonyOS было разработано при сотрудничестве с китайской технологической компанией Huawei.

### Продажи
Voyah Zhiyin создан с учётом глобальных рынков, чтобы помочь китайской компании не только увеличить свою долю на рынке электромобилей, но и расширить охват стран, где есть официальная дистрибуция бренда Voyah. Впервые Voyah Zhiyin поступил в продажу в третьем квартале 2024 года на китайском рынке.

### Технические характеристики
После Passion, Zhiyin является вторым полностью электрическим автомобилем Voyah. Базовая заднеприводная модель оснащена электродвигателем мощностью 288—308 л. с., а аккумулятор ёмкостью 77 кВт⋅ч обеспечивает запас хода до 625 км на одном заряде по циклу CLTC. Те же двигатели могут сочетаться с аккумулятором ёмкостью 109 кВт⋅ч, обеспечивающим запас хода до 901 км по циклу CLTC. Полноприводная модель оснащена электродвигателем мощностью 215 л. с. и аккумулятором ёмкостью 77 кВт⋅ч, обеспечивающим запас хода до 570 км по циклу CLTC.